# Gothica fesztivál
A Gothica fesztivál egy 2000 óta 8 alkalommal - a Hammer Music által megrendezett gothic-doom-metal fesztivál.
A Magyar headliner majdnem minden esetben a Nevergreen volt. A fesztiválsorozat 2007-ben a 6. alkalommal érte el a csúcspontot. Ekkor már 3 színpadon több mint negyven metal együttes lépett föl.

## Az összes eddigi fellépő
Az eddig megrendezett nyolc fesztiválon összesen 64 együttes lépett föl.
- A Age of Agony, Agregator, Alhana, Amadea, Árnyak, Astrodust, Autumn, Autumn Twilight,
- B Battlelore, Beyond Surface, Black Fever, Black Leaves, Bocs Hogy Élünk, Bornholm,
- C Casketgarden, Cenobite, Christian Epidemic, Coronatus (GER), Cothurnus Relikvia, Cross Borns,
- D Dalriada, Das Scheit, De Facto, Deathstars, Decadence, The Dethroners, Dharma, Dying Fields, Dying Wish,
- G Garden Of Eden, Gyöngyvér,
- H Haggard (GER), Holt Költők Társasága,
- I Icethunder, Ideas,
- K Killing Art, The Konstellation,
- L Land of Charon,
- M Mandragora Scream, Moonsorrow (FIN), Mortal Love, Mortiis,
- N Neochrome, Nevergreen,
- O October, Overdream,
- R Reason, Relikvia,
- S Scaffold, Sear Bliss, Sense Of Silence, Sin Of Kain, Sin:overflow, Sonic Syndicate, Stonedirt, Sunseth Sphere, Symphony, Synoverflow,
- T Tesstimony, Trollheimen,
- V Vale Of Tears, Velvet Seal,
- W Wall of Sleep, Without Face

## Program

### Gothica VII.
2012. január 28., Budapest, Club 202
- 14.30-15.00: The Konstellation
- 15.20-16.00: Sense Of Silence
- 16.20-17.00: Dharma - az új énekesnő bemutatkozó koncertje
- 17.20-18.00: Velvet Seal - a készülő új album dalaival
- 18.20-19.20: Ideas - Őrizd a szíved lemezbemutató
- 19.40-20.40: Dying Wish - az összes Gothica fesztiválon fellépő zenekar visszatérő bulija
- 21.00-22.00: Casket Garden - The Estrangement Process lemezmegjelenés!
- 22.20-23.40: Nevergreen - Karmageddon lemezmegjelenés
- 24.00-01:20: Christian Epidemic - Pusztítástan lemezbemutató
- 01.40-: Reason

### Gothica Farsang
2009. február 21., Budapest, Diesel Club
- Deathstars
- Sonic Syndicate
- Nevergeen
- Gyöngyvér
- October
- Ideas
- Decadence
- Dharma

### Gothica VI. (6.66)
2007. április 30., Budapest, Petőfi Csarnok
Több mint 40 zenekar, 5 nemzetközi fellépő, 3 színpad:
- A Kárhozat Terme (Nagyterem)
- Az Éden Kertje (Szabadtéri Nagyszínpadon felállított új helyszín - női énekes metal zenekarok színe-java egy színpadon!)
- A Pokol Bugyra (Pecsa Backstage Pub - setét fertő a dark rocktól a black metalig)

Az Éden Kertje:
- 14.00 Black Fever
- 14.30 Amadea
- 15.00 Black Leaves
- 15.30 Alhana
- 16.00 Cross Borns
- 16.30 Overdream
- 17.15 Ideas
- 18.00 Mandragora Scream
- 19.00 Battlelore
- 20.30 Without Face

A Kárhozat Terme:
- 14.00 Velvet Seal
- 14.30 Gyöngyvér
- 15.00 October
- 15.30 Das Scheit
- 16.10 Garden Of Eden
- 17.00 De Facto
- 18.00 Dying Wish
- 19.30 Mortiis
- 20.30 Deathstars
- 22:00 Dalriada
- 23:00 Nevergeen
- 01:00 Tesstimony
- 02:00 Stonedirt

A Pokol Bugyra:
- 14:00 Icethunder
- 14.30 Scaffold
- 15.00 Sin:overflow
- 15.30 Decandence
- 16:00 Sense Of Silence
- 16.30 Reason
- 17:00 Holt Költők Társasága
- 18:00 Autumn Twilight
- 19:00 Astrodust
- 20:00 Christian Epidemic
- 21:00 Agregator
- 22:00 Vale Of Tears
- 23:00 Bornholm
- 24:00 Neochrome
- 01:00 Autumn
- 02:00 Cenobite

### Gothica V.
2005. november 26. Budapest, Petőfi Csarnok
Nagyszínpad - a Kárhozat Terme
- 13.00-13.25 Ideas
- 13.30-13.55 Vale Of Tears
- 14.00-14.25 Garden Of Eden
- 14.30-15.10 Coronatus (GER)
- 15.20-16.00 Wall Of Sleep
- 16.10-16.55 De Facto
- 17.05-17.45 meglepetés
- 17.55-18.35 Dying Wish
- 18.45-19.25 Christian Epidemic
- 19.35-21.00 Árnyak
- 21.20-22.50 Haggard (GER)
- 23.00-0.20 Moonsorrow (FIN)
- 00.30 Sin Of Kain

Kisszínpad - a Pokol bugyra
- 13.00 Trollheimen
- 13.30 Synoverflow
- 14.00 Sense Of Silence
- 14.30 Gyöngyvér
- 15.00 Killing Art
- 15.30 Astrodust
- 16.00 Agregator
- 16.30 Reason
- 17.00 Autumn
- 17.45 HKT
- 18.30 Relikvia
- 19.30 Neochrome
- 20.30 Bornholm
- 21.30 Dethroners
- 22.30 Black Leaves
- 23.30 Autumn Twilight
- 00.30 Black Fever

### Gothica IV.
2004. május 1. Budapest, Petőfi Csarnok
A Pokol Bugyrában:
- Synoverflow
- Autumn Twilight
- Sin Of Kain
- Agragator
- Age of Agony
- Relikvia
- the Dethroners
- Holt Költők Társasága
- Ideas
- Black Leaves
- Autumn

A Kárhozat Termében:
- De Facto
- Casket Garden
- Tesstimony
- Christian Epidemic
- Dying Wish
- Beyond Surface
- Árnyak
- Mortal Love
- Nevergreen
- Moonsorrow

### Gothica III.
2003. május 2. Budapest, Petőfi Csarnok
Az Éden Kertjében:
- Cothurnus
- Relikvia
- Garden Of Eden
- De Facto
- Vale Of Tears
- Holt Költők Társasága
- Symphony

A Kárhozat Termében:
- Ideas
- Sunseth Sphere
- Árnyak
- Dying Wish
- Nevergreen
- Mandragora Scream
- Mortiis
- Sear Bliss
- Christian Epidemic

### Gothica II.
2002. május 19. Budapest, Freeport
- Dying Fields
- Autumn Twilight
- Garden Of Eden
- Holt Költők Társasága
- Ideas
- Agregator
- Bocs Hogy Élünk
- Without Face
- De Facto
- Sunseth Sphere
- Árnyak
- Dying Wish
- Nevergreen

### Gothica I.
2000. április 15. Budapest, Viking Klub
- Árnyak
- Without Face
- The Art of Dethronement
- Land of Charon
- Dying Wish
- Vale Of Tears
- Ideas
- Black Leaves